# Lophiocharon lithinostomus
Lophiocharon lithinostomus är en fiskart som först beskrevs av Jordan och Richardson, 1908.  Lophiocharon lithinostomus ingår i släktet Lophiocharon och familjen Antennariidae. Inga underarter finns listade i Catalogue of Life.